# Sombr

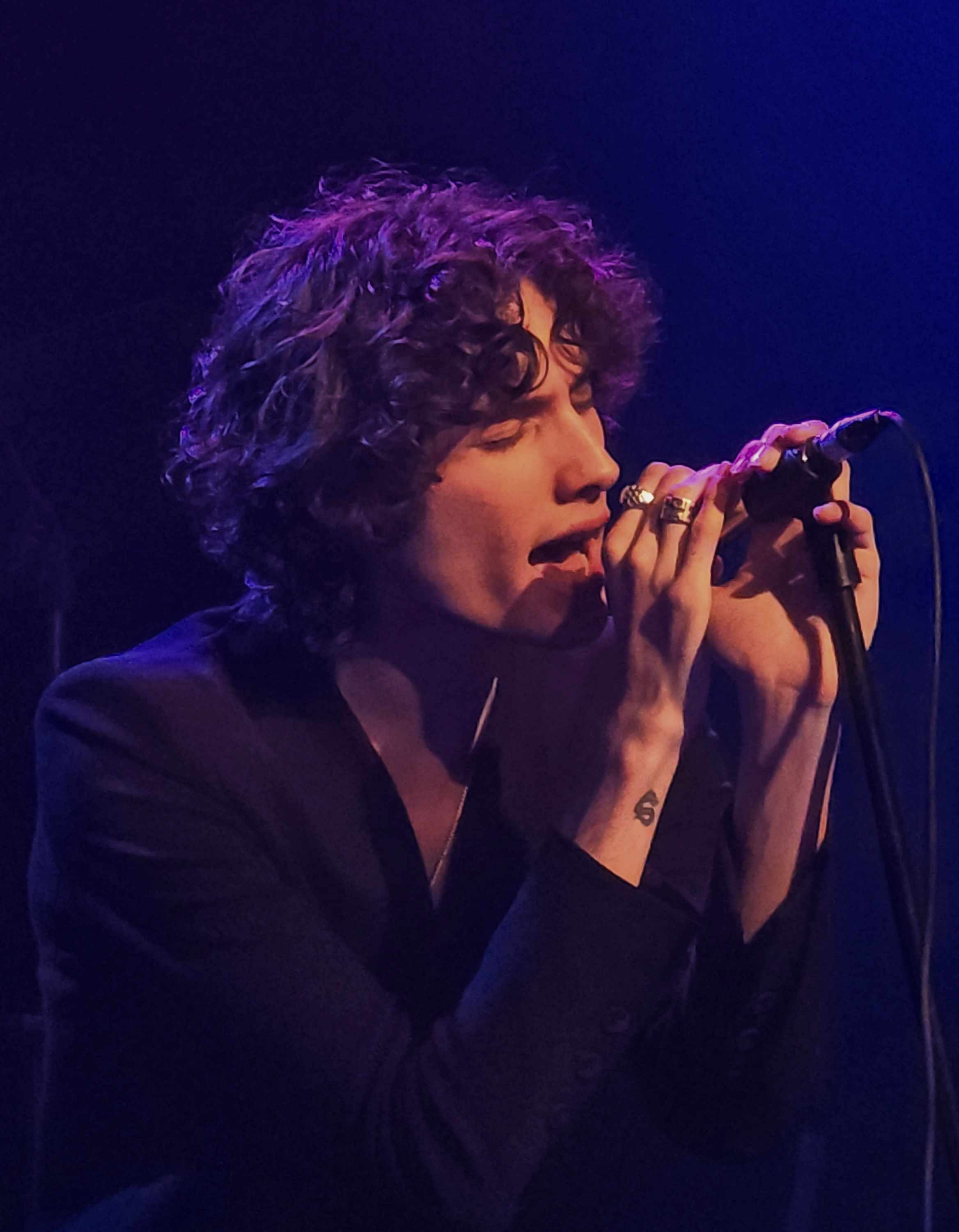
Sombr im Juni 2025 in London

Sombr (* 5. Juli 2005 in New York City; eigentlich Shane Boose) ist ein US-amerikanischer Singer-Songwriter.

## Leben
Boose wuchs in der Lower East Side von New York City auf. Er besuchte die LaGuardia High School, wo er das Hauptfach Gesang belegte. Er wurde dort als klassischer Sänger ausgebildet und beherrscht den Gesang in verschiedenen Sprachen. Über einen Nebenjob als Eisverkäufer finanzierte er sich Musik-Equipment. Nach der Schule zog er nach Los Angeles.
2021 begann seine professionelle Musikkarriere. Im Oktober des Jahres erschien seine erste Single Nothing Left to Say. Nach weiteren Singles wurde er von der Warner Music Group unter Vertrag genommen, wo er im September 2023 seine Debüt-EP In Another Life veröffentlichte. Mit Back to Friends erreichte er erstmals die Charts. Der Song wurde ein weltweiter Hit. 2025 erschien mit Undressed ein weiterer Hit.

## Musikstil
Sombr kann im Indie-Musikstil verortet werden. Zu seinen musikalischen Einflüssen zählen Bon Iver, Slowdive, Phoebe Bridgers, Cigarettes After Sex und Frank Ocean.

## Diskografie

### EPs
- 2023: In Another Life (SMB Music/Warner)

### Singles
| Jahr | Titel Album       | Höchstplatzierung, Gesamtwochen, AuszeichnungChartplatzierungen (Jahr, Titel, Album, Platzierungen, Wochen, Auszeichnungen, Anmerkungen) | Höchstplatzierung, Gesamtwochen, AuszeichnungChartplatzierungen (Jahr, Titel, Album, Platzierungen, Wochen, Auszeichnungen, Anmerkungen) | Höchstplatzierung, Gesamtwochen, AuszeichnungChartplatzierungen (Jahr, Titel, Album, Platzierungen, Wochen, Auszeichnungen, Anmerkungen) | Höchstplatzierung, Gesamtwochen, AuszeichnungChartplatzierungen (Jahr, Titel, Album, Platzierungen, Wochen, Auszeichnungen, Anmerkungen) | Höchstplatzierung, Gesamtwochen, AuszeichnungChartplatzierungen (Jahr, Titel, Album, Platzierungen, Wochen, Auszeichnungen, Anmerkungen) | Anmerkungen                             |
| Jahr | Titel Album       | DE | AT | CH | UK | US | Anmerkungen                             |
| ---- | ----------------- | --- | --- | --- | --- | --- | --------------------------------------- |
| 2024 | Back to Friends – | DE22 (… Wo.)DE | AT9 (… Wo.)AT | CH9 (… Wo.)CH | UK7 Gold · (… Wo.)UK | US30 (… Wo.)US | Erstveröffentlichung: 27. Dezember 2024 |
| 2025 | Undressed –       | DE34 (… Wo.)DE | AT14 (… Wo.)AT | CH35 (… Wo.)CH | UK4 Gold · (… Wo.)UK | US25 (… Wo.)US | Erstveröffentlichung: 21. März 2025     |
| 2025 | We Never Dated –  | — | — | — | UK37 (5 Wo.)UK | — | Erstveröffentlichung: 20. Juni 2025     |
| 2025 | 12 to 12 –        | — | AT38 (… Wo.)AT | CH67 (… Wo.)CH | UK17 (… Wo.)UK | US95 (… Wo.)US | Erstveröffentlichung: 24. Juli 2025     |

Weitere Singles
- 2021: Nothing Left to Say
- 2022: Fine
- 2022: Through It All
- 2022: Caroline
- 2022: Willow
- 2023: Weak
- 2023: Alibi
- 2023: Never Find U
- 2023: Silhouette
- 2023: My House Is Warm
- 2023: Would’ve Been You
- 2023: I Don’t Know You Anymore
- 2024: In Your Arms
- 2024: I’ll Remember Tonight
- 2024: Savior
- 2024: Perfume
- 2024: Do I Ever Cross Your Mind
- 2024: Makes Me Want You

## Auszeichnungen für Musikverkäufe
| Goldene Schallplatte - Australien - 2025: für die Single Would’ve Been You - Neuseeland - 2025: für die Single Back to Friends - 2025: für die Single Undressed | Platin-Schallplatte - Australien - 2025: für die Single Undressed - 2025: für die Single Back to Friends - Kanada - 2025: für die Single Back to Friends - 2025: für die Single Undressed - Portugal - 2025: für die Single Back to Friends |

Anmerkung: Auszeichnungen in Ländern aus den Charttabellen bzw. Chartboxen sind in ebendiesen zu finden.
| Land/RegionAuszeichnungen für Musikverkäufe (Land/Region, Auszeichnungen, Verkäufe, Quellen) | Gold     | Platin     | Verkäufe | Quellen          |
| -------------------------------------------------------------------------------------------- | -------- | ---------- | -------- | ---------------- |
| Australien (ARIA)                                                                            | Gold1    | 2× Platin2 | 175.000  | aria.com.au      |
| Kanada (MC)                                                                                  | —        | 2× Platin2 | 160.000  | musiccanada.com  |
| Neuseeland (RMNZ)                                                                            | 2× Gold2 | —          | 30.000   | radioscope.co.nz |
| Portugal (AFP)                                                                               | —        | Platin1    | 10.000   | Einzelnachweise  |
| Vereinigtes Königreich (BPI)                                                                 | 2× Gold2 | —          | 800.000  | bpi.co.uk        |
| Insgesamt                                                                                    | 5× Gold5 | 5× Platin5 |          |                  |